# Malattie nell'antica Roma
Le malattie nell'antica Roma nella loro origine e diffusione erano per lo più collegate allo stile di vita  e alle condizioni igienico sanitarie degli ambienti in cui vivevano gli antichi Romani che alla nascita avevano aspettative di vita di circa 27 anni o meno . A Roma inoltre non esisteva un'organizzazione sanitaria con ospedali pubblici o privati per la cura dei malati che dovevano affidarsi a "medici" spesso ciarlatani ignoranti e letali  il cui compito, del resto, era complicato dal non conoscere le cause e i modi di trasmissione delle malattie. Strutture sanitarie erano invece presenti in ambito militare con ospedali da campo, medici e infermieri per la cura dei soldati feriti in battaglia.

## Le malattie scoperte dall'archeologia
Le cattive condizioni igieniche e l'alimentazione, per certi aspetti particolarmente carente, causavano patologie connesse soprattutto a carico dell'apparato respiratorio, gastrointestinale e dentale. Si rinvengono dagli scavi archeologici anche tumori e deformazioni delle ossa dovute molto probabilmente a lavori con carichi pesanti. Uno studio realizzato su oltre 2.000 scheletri ha evidenziato come già all'età di 30 anni fosse diffusa la dolorosa artrosi: «Donne e uomini erano abituati a vivere e lavorare convivendo spesso con malattie dolorose ed invalidanti. Oggi è impossibile anche solo pensare di vivere con quelle sofferenze fisiche.» . Una particolare conoscenza delle patologie comuni nell'età imperiale si è acquisita tramite il rinvenimento di scheletri umani negli scavi archeologici :

## L'acqua: igiene e saturnismo
Gli antichi Romani sono noti per aver diffuso, con la costruzione di grandi acquedotti e con l'uso delle terme, l'importanza dell'acqua per l'igiene, specialmente nelle città dove non mancava l'acqua corrente ma dove anche l'esistenza delle malsane fogne a cielo aperto procurava problemi di salute pubblica. Chi beveva l'acqua delle condotte romane poi spesso si ammalava probabilmente di saturnismo che provocava la caduta dei denti e episodi di follia a causa della progressiva intossicazione dell'organismo dovuta all'ingestione di particelle del piombo con cui erano costruite le condutture dell'acqua . Un'altra probabile causa del saturnismo è stata indicata nel vino che a quel tempo veniva addolcito con diacetato di piombo, principale componente dello zucchero di Saturno, un dolcificante prodotto facendo bollire e concentrare il mosto in pentoloni di piombo.

## Le malattie veneree
Non diversamente dai tempi presenti gli antichi romani erano colpiti dalle malattie veneree  che però non diedero luogo a vere e proprie epidemie come avvenne per la sifilide nell'Europa dopo la scoperta dell'America. Malattie sessuali molto diffuse erano la gonorrea, che si credeva dipendesse da troppo frequenti rapporti sessuali , e l'ulcera venerea. Diffuse anche le patologie connesse all'herpes genitalis, alla candidosi, al condiloma, alla brucellosi. Si è discusso se i romani conoscessero l'uso del preservativo per evitare le malattie sessuali e per il controllo delle nascite. Agli autori che hanno sostenuto che nell'antichità venissero usati le vesciche delle capre come profilattici la studiosa Reay Tannahill  ha obiettato che non si capisce il motivo per il quale l'uso del profilattico compare attestato soltanto dal XVI secolo in poi .

## La diffusione delle malattie
Studi recenti di paleopatologia dimostrano  come in realtà i romani fossero portatori di malattie causate da parassiti che diffusero con la loro opera di civilizzazione nel mondo antico  e come correlativamente i soldati mandati a presidiare le province imperiali quando tornavano a Roma erano involontariamente propagatori di malattie contratte in quei territori.
Così molto probabilmente accadde per la peste antonina (165-180),  nota anche come "peste di Galeno", da colui che la descrisse come una pandemia di vaiolo o morbillo,  o meno probabilmente di tifo, portate in patria dalle truppe di ritorno dalle campagne militari contro i Parti. L'epidemia potrebbe avere anche causato la morte dell'imperatore romano Lucio Vero, morto nel 169 e co-reggente con Marco Aurelio il cui patronimico, Antoninus, diede il nome all'epidemia.
Il focolaio scoppiò di nuovo nove anni dopo, secondo lo storico romano Cassio Dione, e causò fino a 2.000 morti al giorno a Roma, un quarto degli infettati. La peste imperversò nell'impero per quasi 30 anni, facendo secondo le stime tra i 5 e i 30 milioni di morti. La malattia uccise circa un terzo della popolazione in alcune zone, e decimò l'esercito romano.
Le fonti antiche concordano sul fatto che l'epidemia apparve la prima volta durante l'assedio portato dai Romani a Seleucia, nell'inverno del 165–66. Ammiano Marcellino afferma che la peste dilagò fino in Gallia e tra le legioni stanziate lungo il Reno. Eutropio asserisce che moltissime persone morirono in tutto l'impero.

## Un illustre malato

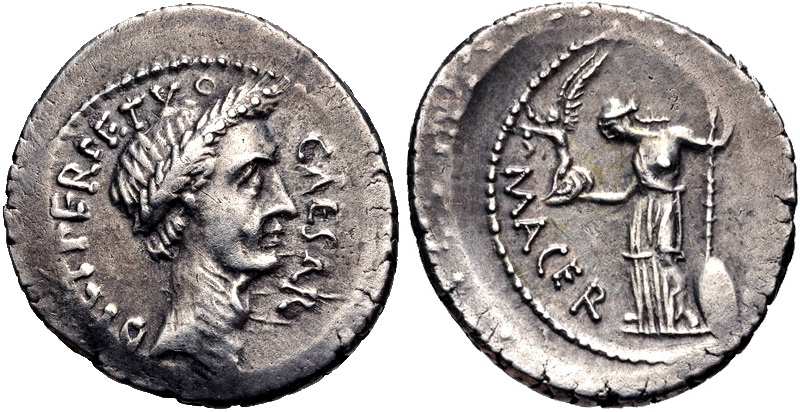
Profilo di Cesare su un denario del 44 a.C.

Un altro metodo per l'identificazione delle malattie che colpivano i romani è quello dell'analisi delle opere d'arte antiche ispirate a quel crudo realismo che caratterizza le opere degli scultori romani che, mentre nell'età imperiale sentivano la necessità dell'idealizzazione del princeps con l'abbellimento delle sue sembianze, nel periodo della Repubblica non esitavano a evidenziare nelle statue ogni minimo difetto del personaggio rappresentato . Così nelle opere che raffigurano Giulio Cesare che viene rappresentato con sembianze  ascetiche  sempre più incisive con il crescere dell'età. Svetonio attesta che «godeva di buona salute anche se negli ultimi tempi fu soggetto a sincopi improvvise»  e Plutarco insiste sulla fragile struttura fisica che Cesare superava con la sua forza di volontà: «sopportava la fatica con un'energia che sembrava superiore alle sue effettive forze fisiche, dato che era fragile di costituzione: aveva la pelle bianca e delicata; era soggetto a mal di testa e a crisi di epilessia» .
Un'accentuata magrezza appare nel busto del museo Chiaramonti di Roma e nella gemma di ametiste nel Cabinet des médailles di Parigi dove Cesare ancora giovane è rappresentato con gli occhi infossati, le guance scavate e una calvizie incipiente . Poco prima della sua morte in una moneta coniata nel 44 a.C. Cesare è raffigurato prematuramente invecchiato, senza denti e con un collo segnato da profonde rughe 
Anche se le statue dedicate agli imperatori non lasciano prefigurare alcun genere di patologie tuttavia studi recenti hanno identificato  l'esistenza di un'asma atopica in Augusto, di ulcere sul viso di Tiberio , segni di una precoce vecchiaia in Caligola  e in Claudio le manifestazioni della diplegia spastica causata da una lesione cerebrale alla nascita.